# کارول زالوسکی
کارول زالوسکی (انگلیسی: Karol Zalewski؛ زادهٔ ۷ اوت ۱۹۹۳) دونده، و ورزشکار دو و میدانی اهل لهستان است.